# Reincarnated
| Críticas profissionais | Críticas profissionais |
| Pontuações agregadas   | Pontuações agregadas   |
| Fonte                  | Avaliação              |
| ---------------------- | ---------------------- |
| Metacritic             | 53/100                 |
| Avaliações da crítica  |                        |
| Fonte                  | Avaliação              |
| AllMusic               | [ 1 ]                  |
| Billboard              | 7.5/10                 |
| The Boston Globe       | 4/10                   |
| Consequence of Sound   | [ 4 ]                  |
| Exclaim!               | 4/10                   |
| The Guardian           | [ 6 ]                  |
| The Independent        | [ 7 ]                  |
| Pitchfork Media        | 5.0/10                 |
| Rolling Stone          | [ 9 ]                  |
| Spin                   | 4/10                   |

Reincarnated é o décimo segundo álbum de estúdio de Snoop Lion, antes Snoop Dogg, é o primeiro álbum de reggae da carreira do artista. O álbum foi indicado ao 56 º Grammy Awards para a categoria Melhor Álbum Reggae.
O álbum conta com participações de artistas como Drake, Chris Brown,  Busta Rhymes, Akon, Rita Ora, Mavado, Popcaan, Mr. Vegas, Collie Buddz e Miley Cyrus, entre outros. A produção do álbum ficou a cargo de Major Lazer, Ariel Rechtshaid, 6Blocc, Dre Crânio, Supa Dups.

## Antecedentes
Depois de uma viagem muito louca a Jamaica, Snoop Dogg mudou seu pseudônimo para Snoop Lion. Snoop disse aos repórteres que esse nome lhe foi dado por um padre Rastafári, após uma sessão da melhor maconha da região. Ele teria dito ainda que em seu novo álbum Reincarnated, que o próprio "reencarnaria" o músico Bob Marley, um dos motivos da mudança de seu nome artístico. Após sua volta aos Estados Unidos, Snoop comenta:
"Aquela foi a maconha mais forte que já usei, paulada na cabeça.
Preciso rever meus conceitos sobre a vida,
Usem maconha meus amigos,
Melhor coisa que existe."

## Singles

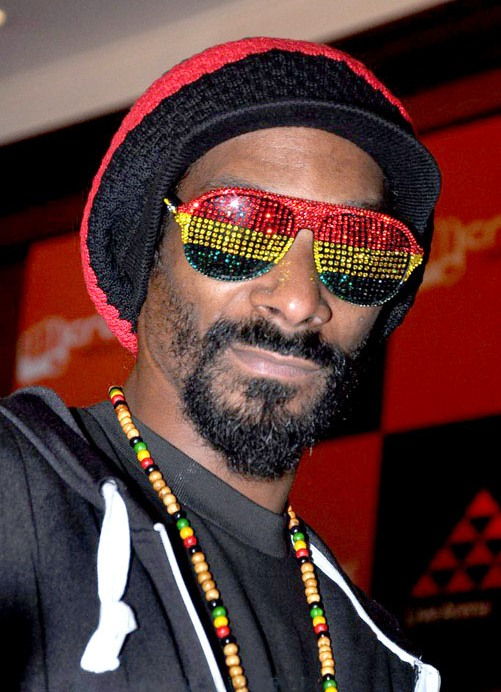
Snoop Dogg fotografado participando de uma coletiva de imprensa na Índia.

La La La foi lançada como primeiro single promocional para o álbum em 20 de julho de 2012, tendo o videoclipe dirigido por Eli Roth, e lançado 31 de Outubro de 2012. A faixa alcançou a vigessima segunda posição na parada musical belga Ultratop 50 Flandres, e a terceira posição na Billboard Reggae Digital Songs.
Here Comes the King foi lançada com primeiro single do álbum em 3 de Dezembro de 2012, e teve o vídeo dirigido Andy Capper, e lançado em 12 de Fevereiro de 2013, no canal do artista na plataforma VEVO.
Lighters Up foi lançado com segundo single em 18 de dezembro de 2012, alcançando a vigésima nona colocação na Ultratop 50 Flandres, e a terceira posição na Billboard Reggae Digital Songs.
No Guns Allowed lançada em 2 de Abril de 2013, como terceiro single do álbum, alcançando a posição 61 na Ultratop 50 Flandres, segunda posição na Billboard Reggae Digital Songs,  vigésima segunda na Billboard R&B Streaming Songs, e a oitava colocação na Billboard Bubbling Under R&B/Hip-Hop Singles.
Ashtrays and Heartbreaks quarto single do álbum, lançado em 4 de Abril de 2013, alcançando a posição de topo na Billboard Reggae Digital Songs.
Outras canções não-singles tiveram videos oficials, sendo elas Torn Apart com Rita Ora, The Good Good com Iza, Tired of Running com Akon, Smoke The Weed e Get Away.

## Faixas
| Faixas do álbum |                                                                |         |  |
| N.º             | Título                                                         | Duração |  |
| 1.              | "Rebel Way"                                                    | 4:44    |  |
| 2.              | "Here Comes the King" (Com a participação de Angela Hunte)     | 3:23    |  |
| 3.              | "Lighters Up" (Com a participação de Mavado & Popcaan)         | 3:46    |  |
| 4.              | "So Long" (Com a participação de Angela Hunte)                 | 3:40    |  |
| 5.              | "Get Away" (Com a participação de Angela Hunte)                | 3:27    |  |
| 6.              | "No Guns Allowed" (Com a participação de Drake e Cori B.)      | 3:32    |  |
| 7.              | "Fruit Juice" (Com a participação de Mr. Vegas)                | 2:37    |  |
| 8.              | "Smoke The Weed" (Com a participação de Collie Buddz)          | 3:29    |  |
| 9.              | "Tired Of Running" (Com a participação de Akon)                | 4:10    |  |
| 10.             | "The Good Good" (Com a participação de Iza)                    | 3:54    |  |
| 11.             | "Torn Apart" (Com a participação de Rita Ora)                  | 3:30    |  |
| 12.             | "Ashtrays and Heartbreaks" (Com a participação de Miley Cyrus) | 4:06    |  |
| Duração total:  | Duração total:                                                 | 44:17   |  |

| iTunes Faixas bônus |                                                             |         |  |
| N.º                 | Título                                                      | Duração |  |
| 13.                 | "Boulevard" (Com a participação de Jahdan Blakkamoore)      | 3:12    |  |
| 14.                 | "Remedy" (Com a participação de Busta Rhymes e Chris Brown) | 3:00    |  |
| 15.                 | "La La La"                                                  | 3:28    |  |
| 16.                 | "Harder Times" (Com a participação de Jahdan Blakkamoore)   | 3:33    |  |

## Desempenho comercial
O álbum estreou vendendo cerca de 21.000 cópias nos Estados Unidos. Em sua segunda semana, o álbum vendeu mais de 8.600 cópias. Em sua terceira semana, o álbum vendeu 4.700 mais cópias. Em sua quarta semana o álbum vendeu mais de 2.900 cópias. A partir de 26 de junho de 2013 o álbum vendeu 50.000 cópias nos Estados Unidos. O disco liderou a parada de Reggae da Billboard por mais de 30 semanas não consecutivas.

## Desempenho nas paradas
| Paradas (2013)                                | Melhor posição |
| --------------------------------------------- | -------------- |
| Alemanha (Offizielle Deutsche Charts)         | 20             |
| Austrália (ARIA)                              | 23             |
| Áustria (Ö3 Austria Top 40)                   | 12             |
| Bélgica (Ultratop Flandres)                   | 50             |
| Bélgica (Ultratop Valônia)                    | 126            |
| Canadá (Billboard)                            | 14             |
| Espanha (PROMUSICAE)                          | 90             |
| Estados Unidos (Billboard Independent Albums) | 3              |
| Estados Unidos (Top Tastemaker Albums)        | 11             |
| Estados Unidos (Top Reggae Albums)            | 1              |
| Estados Unidos (Billboard 200)                | 16             |
| Estados Unidos (Digital Albums)               | 11             |
| França (SNEP)                                 | 56             |
| Itália (FIMI)                                 | 89             |
| Nova Zelândia (RMNZ)                          | 31             |
| Países Baixos (Dutch Charts)                  | 75             |
| Reino Unido (UK Albums Chart)                 | 34             |
| Reino Unido (R&B Albums Chart)                | 4              |
| Suíça (Schweizer Hitparade)                   | 13             |

| Paradas (2013)                                    | Melhor posição |
| ------------------------------------------------- | -------------- |
| Estados Unidos (Billboard Top Independent Albums) | 43             |
| Estados Unidos (Billboard Top Reggae Albums)      | 1              |